# SN 2002iz
SN 2002iz – supernowa typu Ia odkryta 5 listopada 2002 roku w galaktyce A023120-0836. W momencie odkrycia miała maksymalną jasność 22,10m.